# Simon Helg
Simon Helg, né le 10 avril 1990 à Eskilstuna en Suède, est un footballeur suédois qui évolue au poste d'ailier gauche à l'IFK Eskilstuna.

## Biographie

### Débuts professionnels
Natif de Eskilstuna en Suède, Simon Helg est formé par l'IFK Eskilstuna. En 2007, il rejoint l'Hammarby IF, avec qui il fait ses débuts en professionnel.
Avec Hammarby, il dispute 34 matchs en première division suédoise (Allsvenskan), inscrivant quatre buts.
Il rejoint ensuite en 2012 le club du GIF Sundsvall. Il joue avec cette équipe, 41 matchs en première division suédoise, marquant six buts.
Par la suite, en 2016, il est transféré à l'Åtvidabergs FF, club évoluant en deuxième division (Superettan).

### Östers IF
Le 12 décembre 2017, est annoncé le transfert de Simon Helg à l'Östers IF, où il signe un contrat de deux ans.
Il est titularisé dès son premier match, le 17 février 2018 en coupe de Suède, face à l'IK Sirius. Ce jour-là, il inscrit également son premier but, mais les deux équipes se neutralisent (1-1).
Il inscrit, avec cette équipe, six buts en deuxième division lors de la saison 2018, ce qui constitue alors la meilleure performance de sa carrière.

### IF Brommapojkarna
Le 2 février 2020, Simon Helg s'engage librement avec l'IF Brommapojkarna, pour un contrat courant jusqu'en décembre 2020. Il joue son premier match le 24 février suivant, en coupe de Suède, face au GIF Sundsvall où il délivre une passe décisive (2-2 score final).
Le 1er décembre 2021, après deux saisons passées à l'IF Brommapojkarna, Simon Helg annonce qu'il ne prolongera pas, et quitte le club librement.

### IFK Eskilstuna
Le 20 avril 2023, après un an sans jouer, Simon Helg retrouve un club en signant avec l'IFK Eskilstuna, son club formateur qu'il avait quitté seize ans auparavant.